# Lasioglossum ciliatum
Lasioglossum ciliatum là một loài Hymenoptera trong họ Halictidae. Loài này được Ebmer mô tả khoa học năm 1998.